# Euroregió de l'Arc Mediterrani
L'Euroregió de l'Arc Mediterrani (EURAM) és una iniciativa per la creació d'una cooperació institucionalitzada dels territoris del País Valencià, Catalunya, les Illes Balears i Pitiüses, Andorra i la Catalunya Nord com a clúster econòmic, que també cultural o social si s'escau, en el marc de la Unió Europea, impulsada per l'Institut Ignasi Villalonga d'Economia i Empresa.
Formada per un eix econòmic amb similituds econòmiques i socials, l'Euroregió de l'Arc Mediterrani (EURAM) la formen, principalment, Catalunya, el País Valencià, les Illes Balears, Andorra i la regió francesa del Llenguadoc – Rosselló. Una dimensió adequada per a les regions europees del futur se situaria en l'entorn dels 10 milions d'habitants. Són regions amb intercanvi comercial mutu intens, una interdependència estructural i una tradició, fins i tot d'elements d'ordre històric o cultural comuns.
L'Euroregió de l'Arc Mediterrani s'enfronta a un nou mapa continental europeu i a una nova etapa productiva mundial. L'ampliació cap a l'est comporta un seguit d'oportunitats, entre les quals un mercat de gairebé cinc-cents milions de consumidors, però també de riscs derivats de l'allunyament del centre de gravetat de la Unió Europea i d'una major competència per part dels nous països que s'hi incorporen. D'altra banda, les condicions d'allò que denominem "la nova economia" afectaran cada vegada més, i especialment, els sectors de base exportadora de les nostres economies i, per tant, necessitem saber reaccionar per no perdre competitivitat.
Així doncs, en qualsevol projecte que pretengui articular la cooperació regional entre comunitats situades al llarg de la façana mediterrània cal fer visible que s'ha d'assentar tant sobre un procés secular de contactes econòmics i comercials (història en definitiva) i de constants geogràfiques que embolcallen l'acció de les societats, com sobre la traducció a les nostres terres de les tendències de governança del territori, de noves formes de considerar l'espai polític i administratiu que s'està imposant arreu d'Europa. Un projecte que inclogue el primer element sense el segon no faria sinó reproduir esquemes ideològics ja explicitats. Un projecte centrat de manera exclusiva en el segon aspecte no sols naixeria feble, sinó que fins i tot podria treballar al marge —i de vegades en contra— de les orientacions estratègiques de base històrica i geogràfica dels seus propis impulsors. Al llarg de tot el segle xx, s'ha anat articulant una història de relacions —de transaccions, en el sentit més literal del terme—, entre les economies mediterrànies, i especialment, entre l'economia valenciana i la catalana. I per això, el que podem deduir és que l'arc mediterrani, on la dorsal principal, per magnitud demogràfica i potència econòmica, la formen l'eix València-Barcelona, no és cap ficció territorial per construir, no és cap somni econòmic o administratiu que calga ordenar, sinó una realitat històrica i també quotidiana, el producte material de processos històrics, econòmics i geogràfics amb certa tradició. És, en aquest sentit, que podem dir que l'arc mediterrani és el resultat d'una vertebració —o d'una articulació, tant se val—, econòmica i territorial d'unes determinades regions i no a l'inrevés. Dialogar i cooperar sobre la necessitat d'un corredor mediterrani ferroviari d'amplada europea per a mercaderies, sobre les infraestructures viàries, sobre la crisi dels sectors tradicionals del tèxtil o de la fusta, sobre l'aliança estratègica dels ports per a competir amb altres façanes oceàniques, sobre el model turístic o sobre el problema de l'aigua en aquesta riba de la Mediterrània, entre altres coses.
Per una altra banda, observem que, a la vegada, Europa viu un moment de recomposicions territorials, econòmiques i socials, i que apareixen noves formes de superar les fronteres tradicionals per a defensar millor els interessos propis i influir en les polítiques públiques, tal com fan els länder alemanys, però també les regions històriques britàniques o els lobbies de base regional. La regió de la mar Bàltica n'és un bon exemple. Allà, els ports de Göteborg, Hamburg, Riga o Lübeck, tenen acords de coordinació exterior i s'ha creat l'Associació de Cambres de Comerç de la Mar Bàltica, amb més de cinquanta institucions i mig milió d'empreses."